# Yayuk Basuki
Yayuk Basuki (Yogyakarta, 1970. november 30. –) indonéz teniszezőnő. 1990-ben kezdte profi pályafutását, eddigi karrierje során hat egyéni és kilenc páros WTA-tornát nyert meg. Legjobb egyéni világranglista-helyezése tizenkilencedik volt, ezt 1997 októberében érte el. Legjobb Grand Slam-tornán elért eredményét az 1997-es wimbledoni teniszbajnokságon teljesítette, amikor is negyeddöntőig jutott.

## Eredményei Grand Slam-tornákon

### Egyéniben
| Torna           | 2000   | 1999   | 1998   | 1997   | 1996   | 1995   | 1994   | 1993   | 1992   | 1991   |
| --------------- | ------ | ------ | ------ | ------ | ------ | ------ | ------ | ------ | ------ | ------ |
| Australian Open | -      | 1. kör | 4. kör | 2. kör | 1. kör | 3. kör | 2. kör | 1. kör | 3. kör | -      |
| Roland Garros   | -      | -      | 1. kör | 2. kör | 3. kör | 1. kör | -      | 2. kör | -      | 1. kör |
| Wimbledon       | 3. kör | -      | 3. kör | 1/4D   | 1. kör | 4. kör | 4. kör | 4. kör | 4. kör | 3. kör |
| US Open         | -      | -      | 1. kör | 2. kör | 1. kör | 1. kör | 1. kör | 1. kör | 1. kör | 2. kör |

## Év végi világranglista-helyezései
| Év       | 1987 | 1988 | 1989 | 1990 | 1991 | 1992 | 1993 | 1994 | 1995 | 1996 | 1997 | 1998 | 2000 |
| Helyezés | 488. | 284. | 377. | 266. | 35.  | 48.  | 43.  | 29.  | 24.  | 26.  | 21.  | 56.  | 264. |